# Olympische Sommerspiele 2000/Leichtathletik – 5000 m (Frauen)

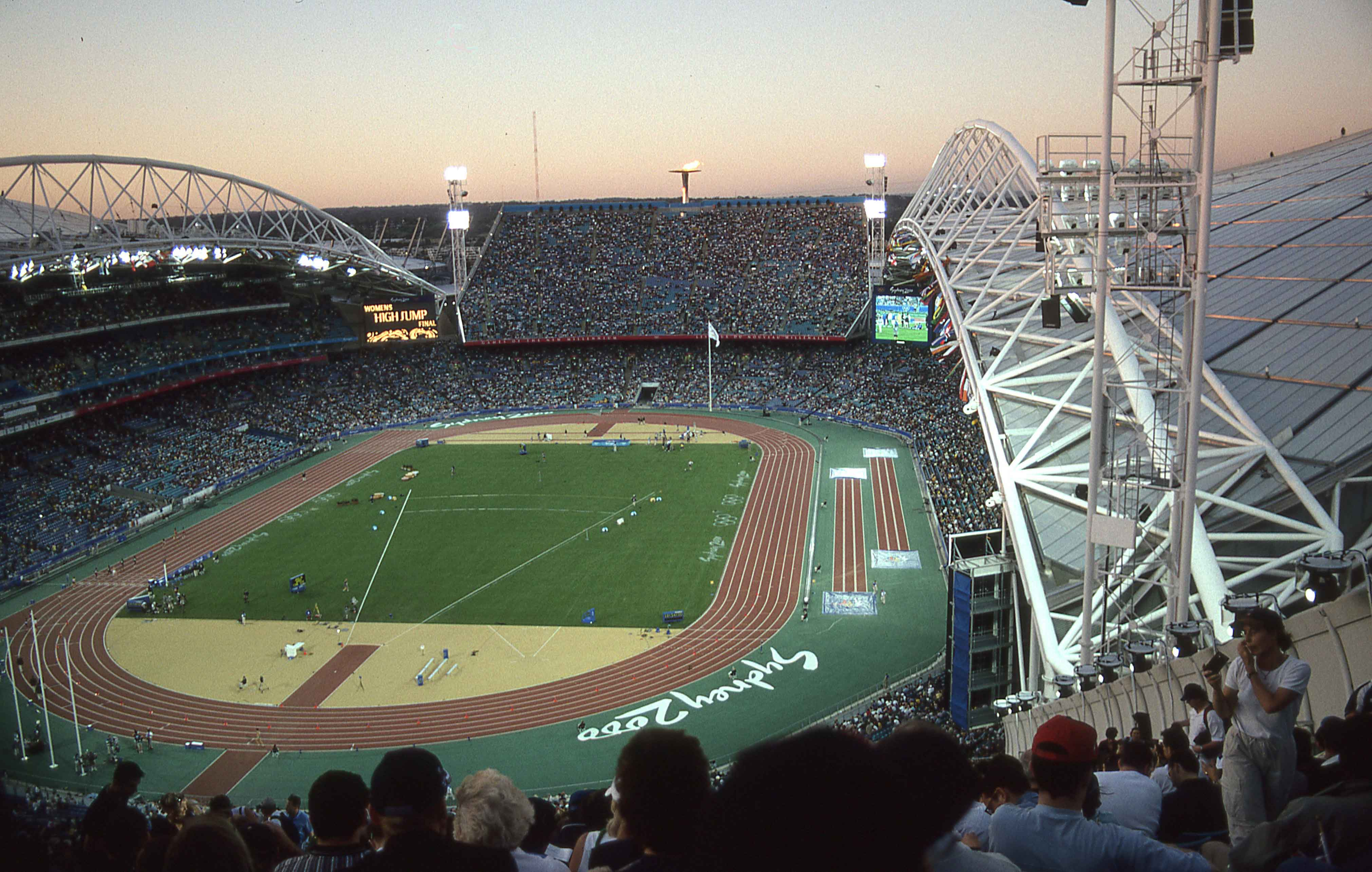
Das frühere ANZ Stadium von Sydney während der Olympischen Spiele 2000

Der 5000-Meter-Lauf der Frauen bei den Olympischen Spielen 2000 in Sydney wurde am 22. und 25. September 2000 im Stadium Australia ausgetragen. 49 Athletinnen nahmen teil.
Olympiasiegerin wurde die Rumänin Gabriela Szabo. Sie gewann vor der Irin Sonia O’Sullivan und der Äthiopierin Gete Wami.
Die Deutsche Irina Mikitenko erreichte das Finale und wurde Fünfte. Die Österreicherin Susanne Pumper schied in der Vorrunde aus.

Athletinnen aus der Schweiz und Liechtenstein nahmen nicht teil.

## Titelträger
| Olympiasiegerin 1996                      | Wang Junxia ( Volksrepublik China)          | 14:59,88 min                                | Atlanta 1996                                |
| Weltmeisterin 1999                        | Gabriela Szabo ( Rumänien)                  | 14:41,82 min                                | Sevilla 1999                                |
| Europameisterin 1998                      | Sonia O’Sullivan ( Irland)                  | 15:06,50 min                                | Budapest 1998                               |
| Panamerikanische Meisterin 1999           | Adriana Fernández ( Mexiko)                 | 15:56,57 min                                | Winnipeg 1999                               |
| Zentralamerika und Karibik-Meisterin 1999 | 5000-m-Lauf nicht im Meisterschaftsprogramm | 5000-m-Lauf nicht im Meisterschaftsprogramm | 5000-m-Lauf nicht im Meisterschaftsprogramm |
| Südamerika-Meisterin 1999                 | Stella Castro ( Kolumbien)                  | 16:45,63 min                                | Bogotá 1999                                 |
| Asienmeisterin 2000                       | Wu Qingdong ( Volksrepublik China)          | 15:58,83 min                                | Jakarta 2000                                |
| Afrikameisterin 2000                      | Asmae Leghzaoui ( Marokko)                  | 15:43,46 min                                | Algier 2000                                 |
| Ozeanienmeisterin 2000                    | Vasa Tulahe ( Tonga)                        | 19:58,34 min                                | Adelaide 2000                               |

## Rekorde

### Bestehende Rekorde
| Weltrekord         | 14:28,09 min | Jiang Bo ( Volksrepublik China)    | Shanghai, Volksrepublik China | 23. Oktober 1997 |
| Olympischer Rekord | 14:59,88 min | Wang Junxia ( Volksrepublik China) | Finale OS Atlanta, USA        | 28. Juli 1996    |

### Rekordverbesserungen
Verbessert wurden der Olympiarekord und fünf Landesrekorde.
- Olympiarekord:
  - 14:40,79 min – Gabriela Szabo (Rumänien), Finale am 25. September
- Landesrekorde:
  - 15:10,08 min – Daniela Jordanowa (Bulgarien), erster Vorlauf am 22. September
  - 16:30,41 min – Nebiat Habtemariam (Eritrea), erster Vorlauf am 22. September
  - 17:30,04 min – Priscilla Mamba (Swasiland), dritter Vorlauf am 22. September
  - 14:41,02 min – Sonia O’Sullivan (Irland), Finale am 25. September
  - 14:56,95 min – Daniela Jordanowa (Bulgarien), Finale am 25. September

## Vorrunde
Insgesamt wurden drei Vorläufe absolviert. Für das Finale qualifizierten sich pro Lauf die ersten vier Athletinnen. Darüber hinaus kamen die drei Zeitschnellsten, die sogenannten Lucky Loser, weiter. Die direkt qualifizierten Läuferinnen sind hellblau, die Lucky Loser hellgrün unterlegt.
Anmerkung: Alle Zeitangaben sind auf Ortszeit Sydney (UTC+10) bezogen.

### Vorlauf 1
22. September 2000, 18:00 Uhr
| Platz | Name                  | Nation         | Zeit (min) | Anmerkung |
| ----- | --------------------- | -------------- | ---------- | --------- |
| 1     | Sonia O’Sullivan      | Irland         | 15:07,91   |           |
| 2     | Joanne Pavey          | Großbritannien | 15:08,82   |           |
| 3     | Gete Wami             | Äthiopien      | 15:08,92   |           |
| 4     | Lydia Cheromei        | Kenia          | 15:09,32   |           |
| 5     | Daniela Jordanowa     | Bulgarien      | 15:10,08   | NR        |
| 6     | Benita Willis         | Australien     | 15:21,37   |           |
| 7     | Elva Dryer            | USA            | 15:23,99   |           |
| 8     | Rosemary Ryan         | Irland         | 15:33,05   |           |
| 9     | Nora Leticia Rocha    | Mexiko         | 15:38,72   |           |
| 10    | Michiko Shimizu       | Japan          | 15:48,20   |           |
| 11    | Dulce María Rodríguez | Mexiko         | 15:54,17   |           |
| 12    | Yamna Belkacem        | Frankreich     | 16:08,49   |           |
| 13    | Helena Javornik       | Slowenien      | 16:09,60   |           |
| 14    | Elisa Cobañea         | Argentinien    | 16:16,58   |           |
| 15    | Nebiat Habtemariam    | Eritrea        | 16:30,41   | NR        |
| 16    | Maysa Hussein Matrood | Irak           | 17:17,58   |           |
| DNS   | Restituta Joseph      | Tansania       |            |           |

Im ersten Vorlauf ausgeschiedene Läuferinnen:

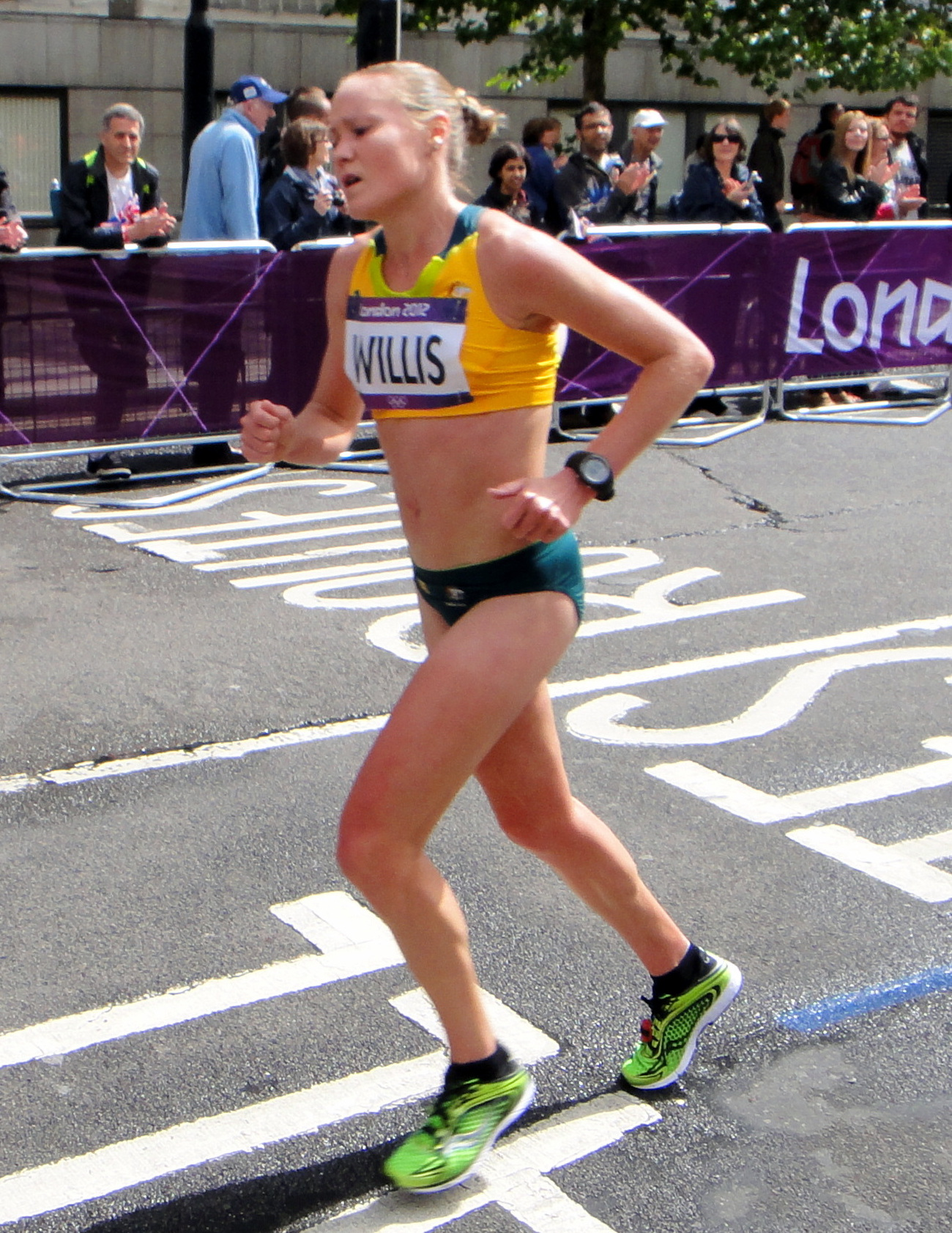
Benita Willis – Rang sechs
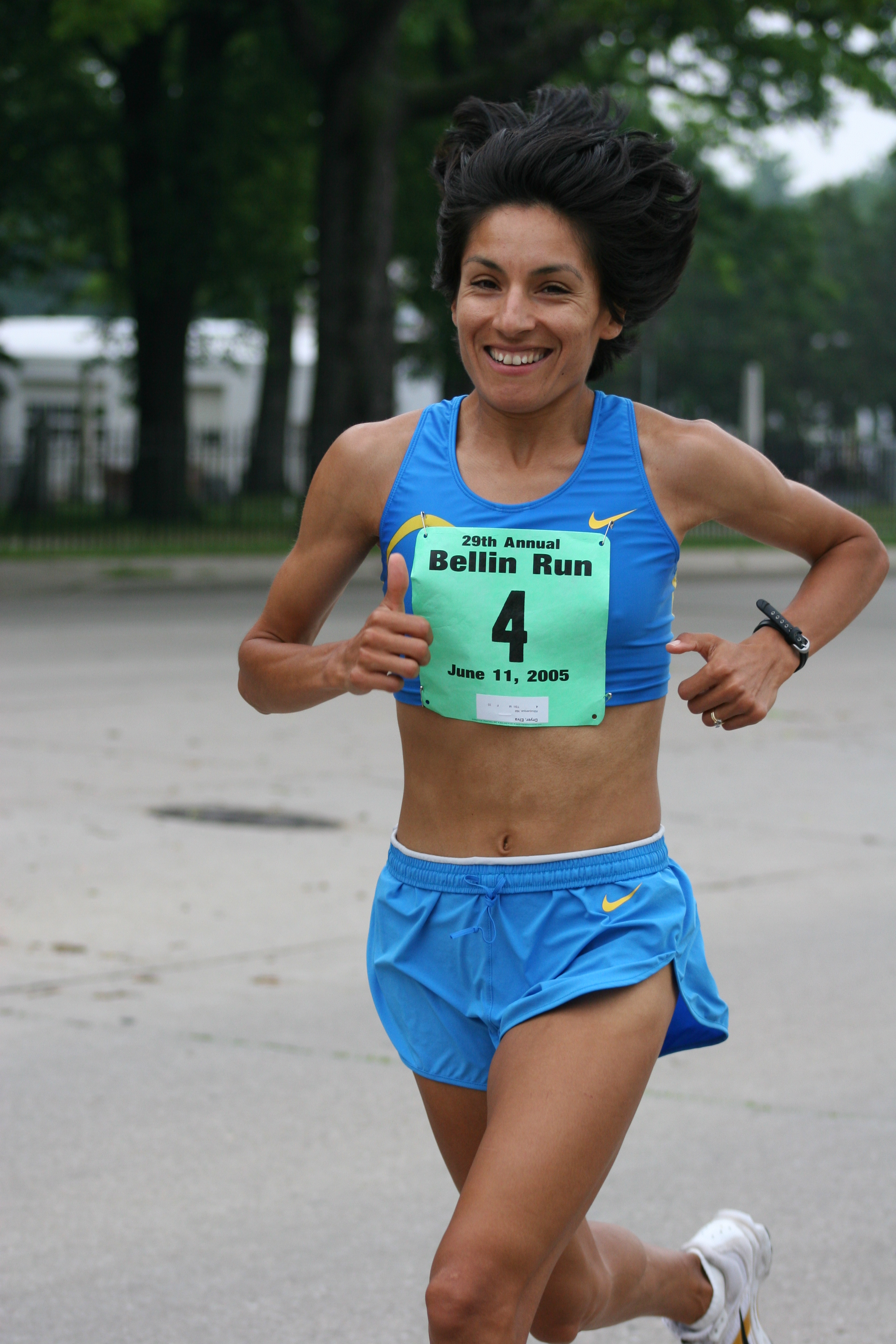
Elva Dryer – Rang sieben
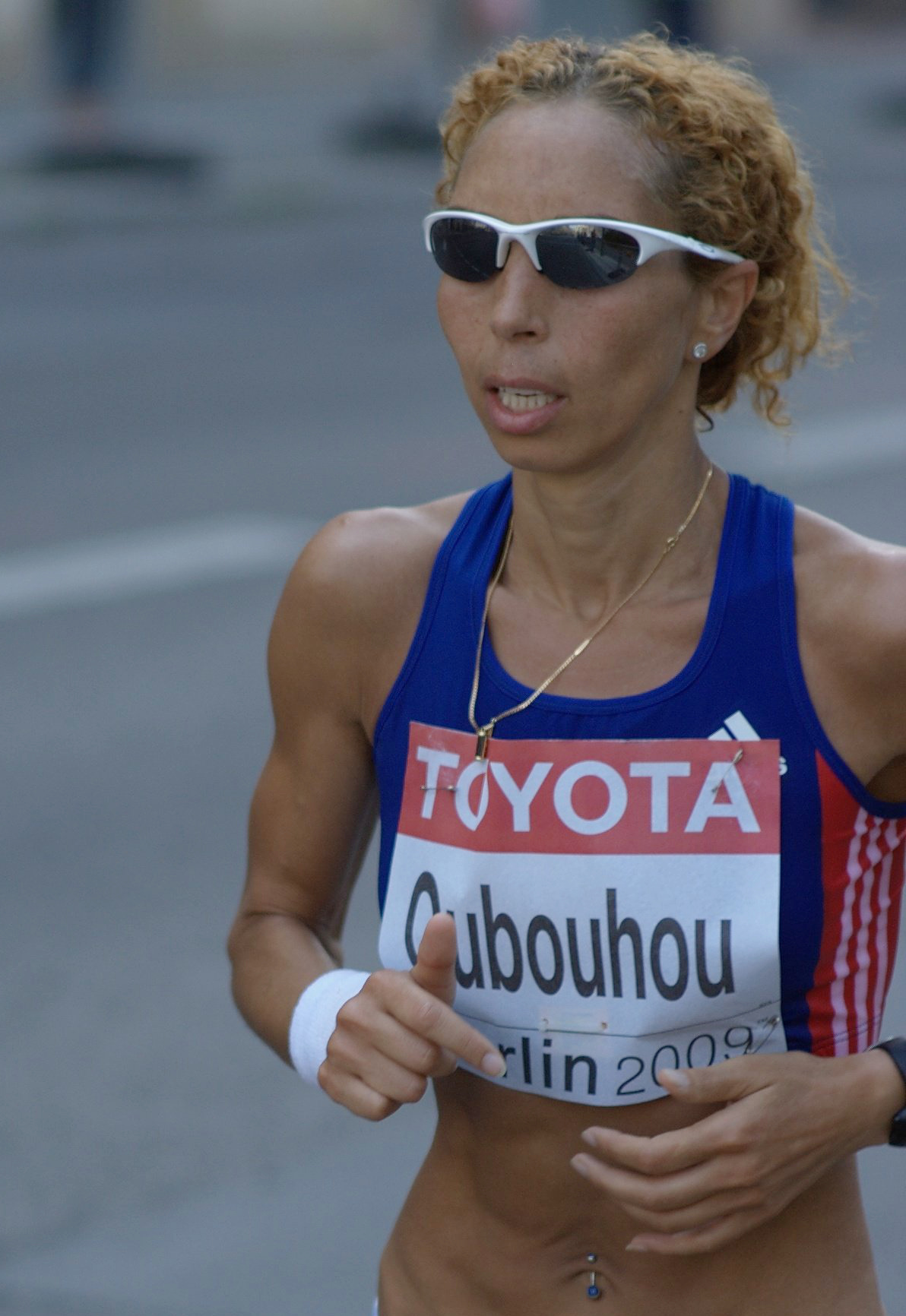
Yamna Belkacem – Rang zwölf
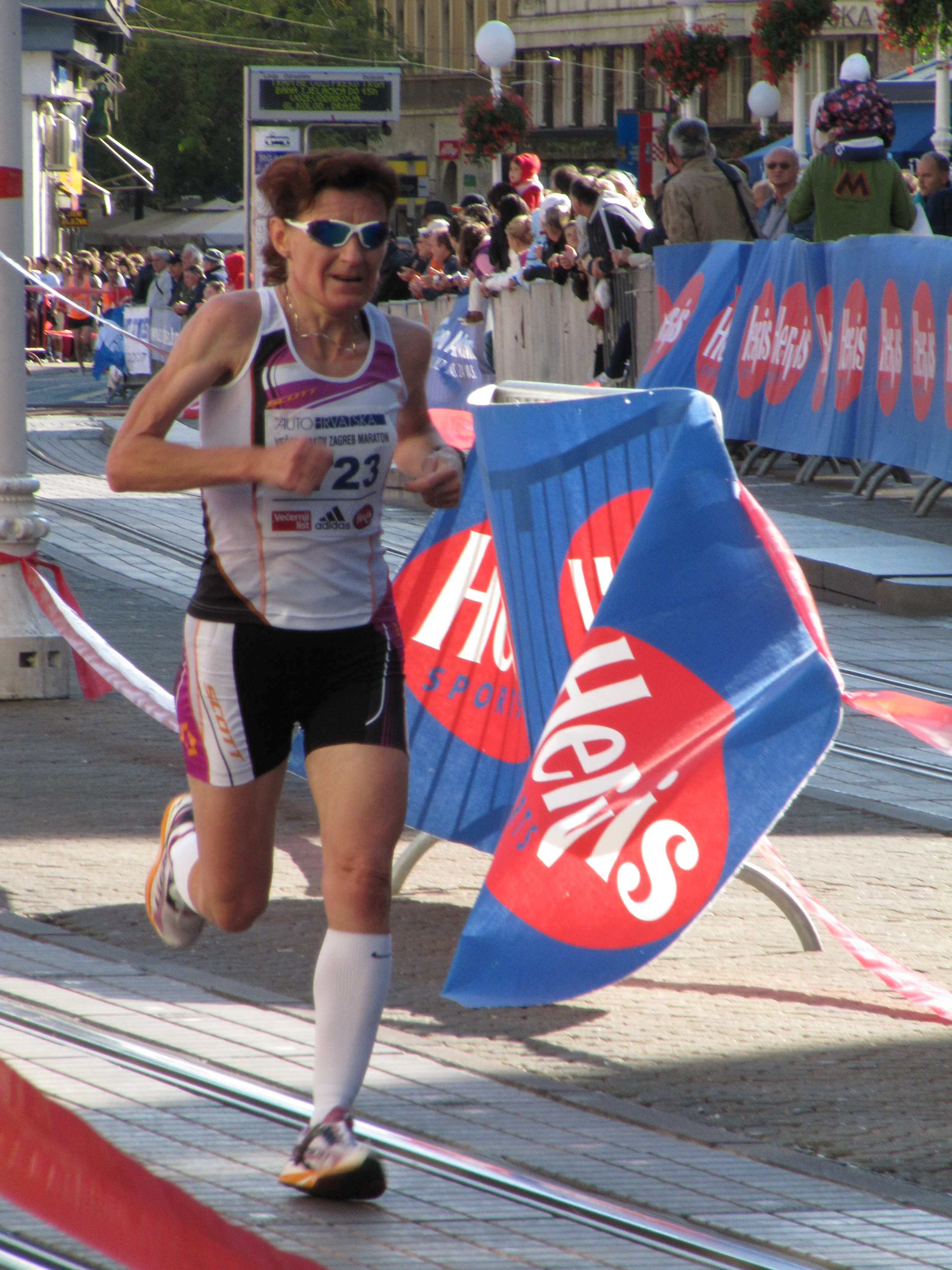
Helena Javornik – Rang dreizehn
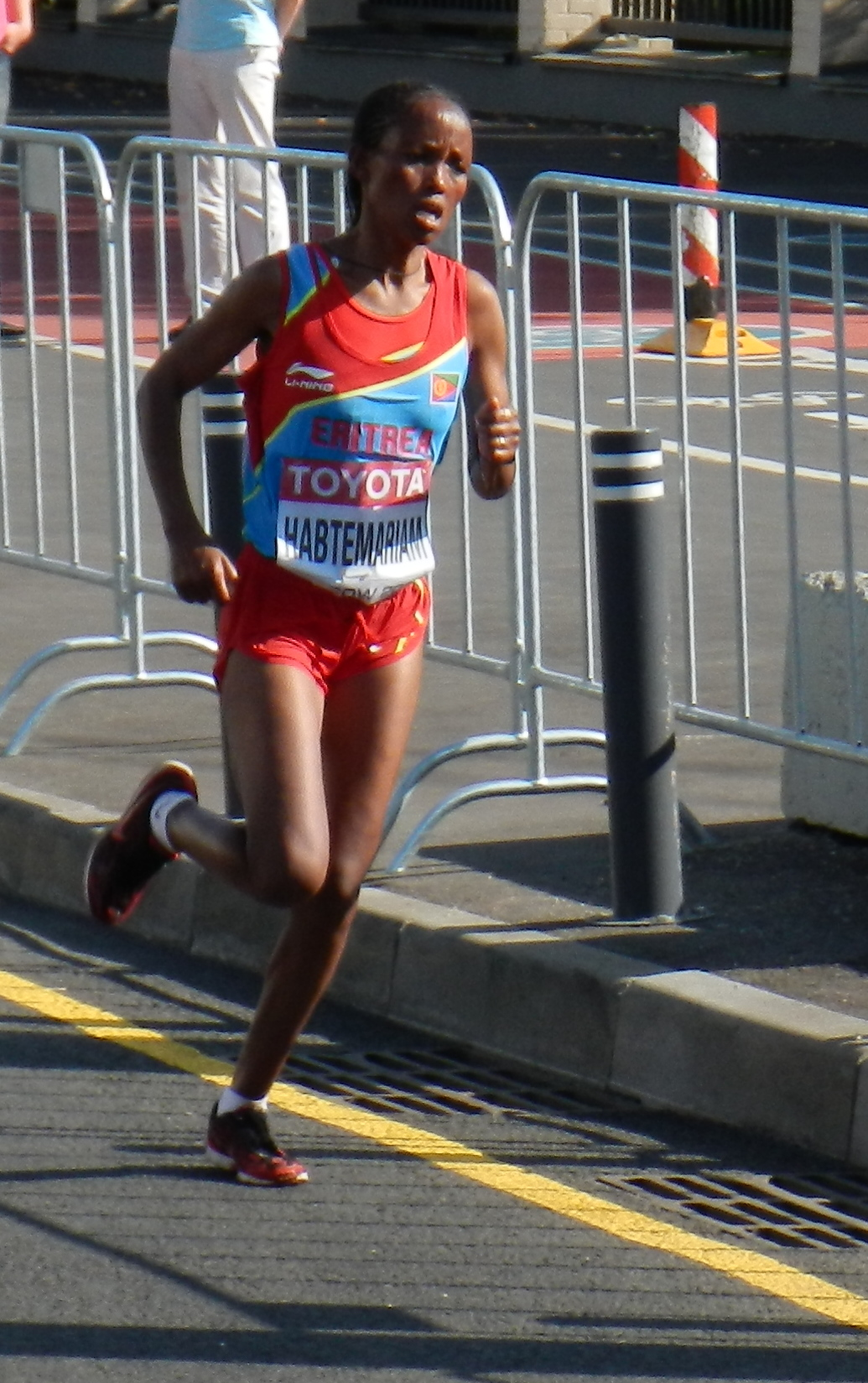
Nebiat Habtemariam – Rang fünfzehn mit Landesrekord

### Vorlauf 2

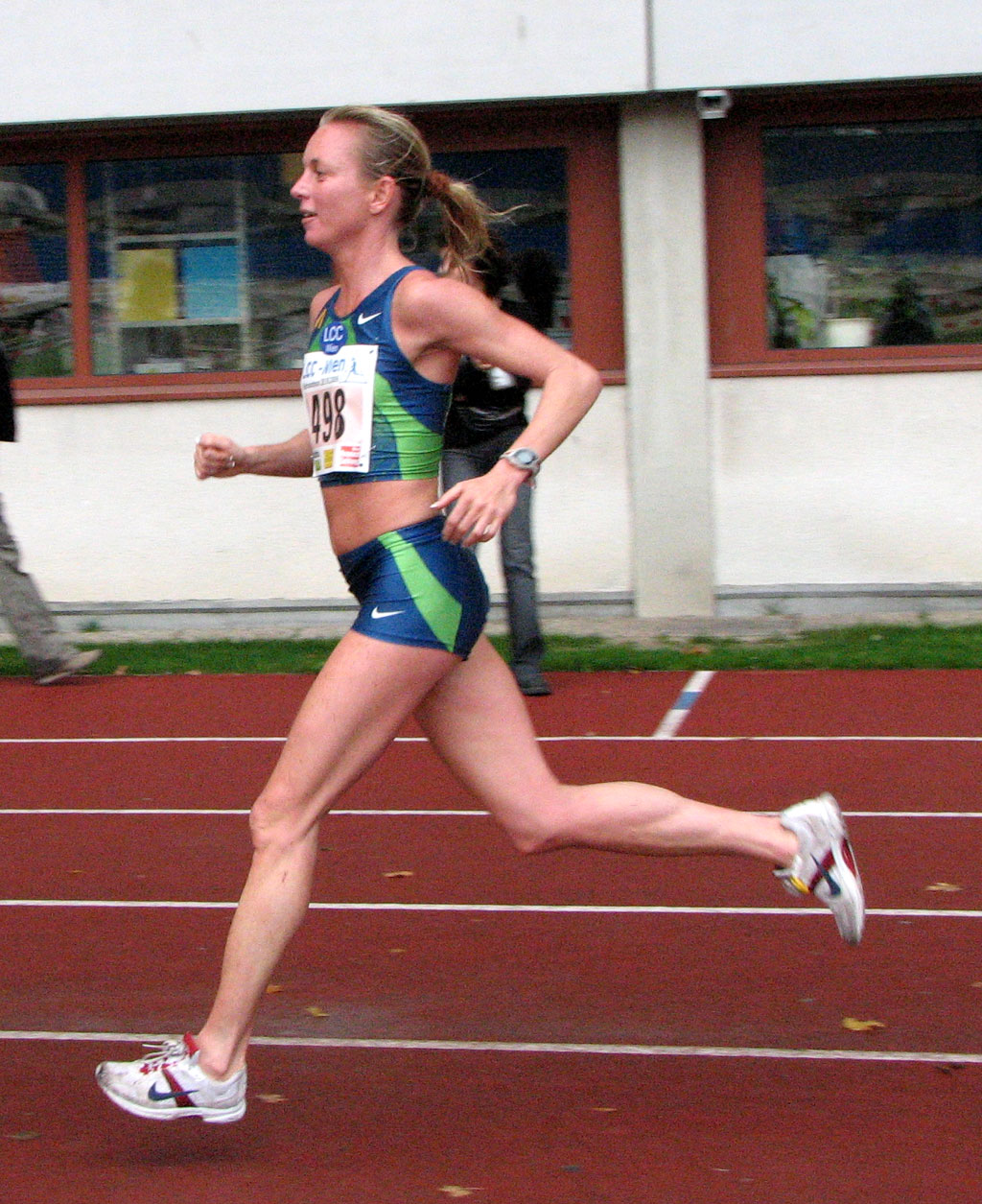
Susanne Pumper verfehlte das Finale als Fünfte ihres Vorlaufs um einen Platz
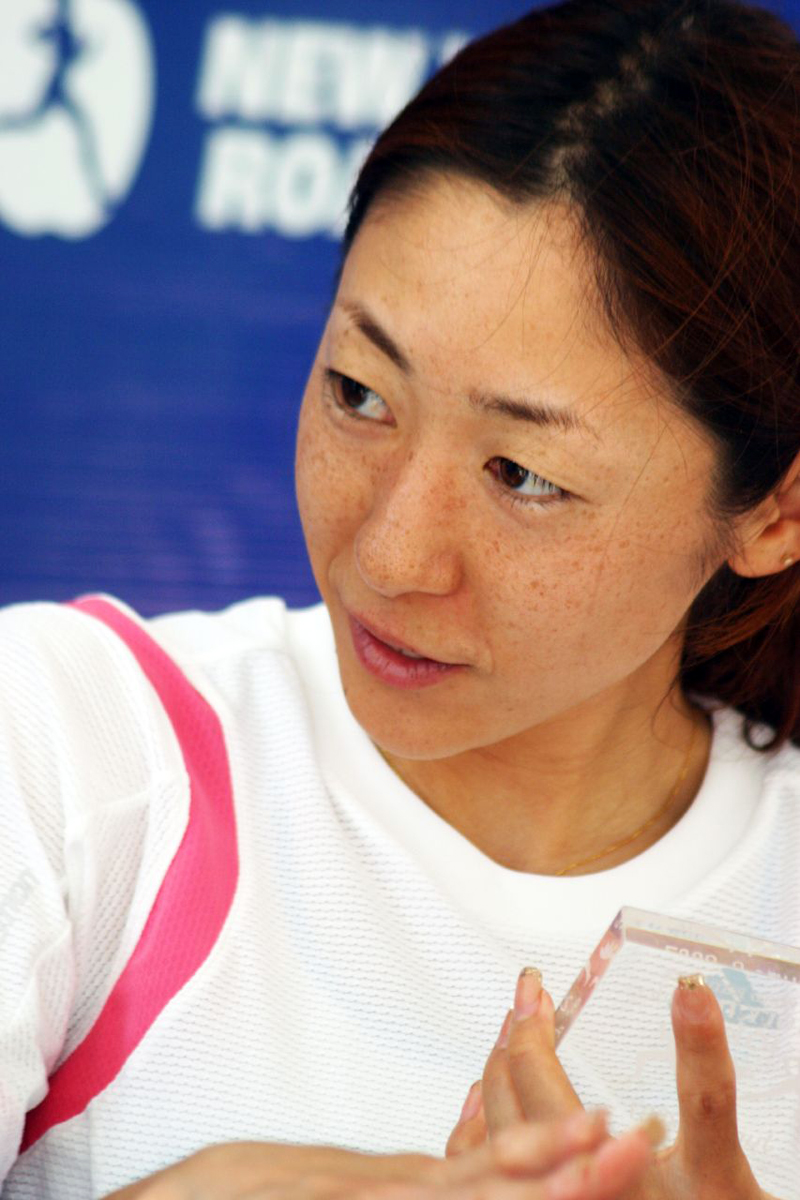
Megumi Tanaka – ausgeschieden als Neunte des zweiten Vorlaufs
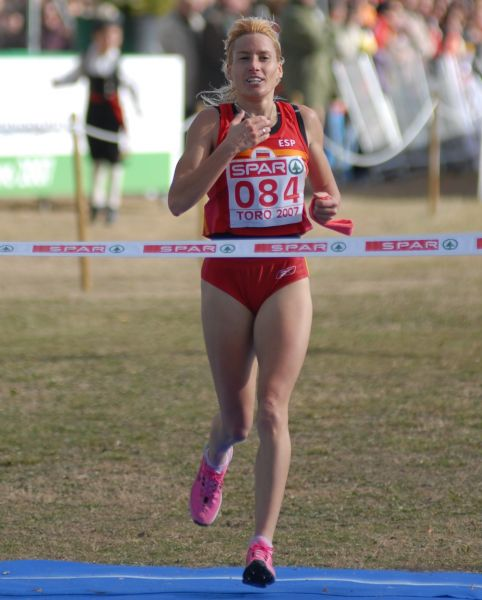
Marta Domínguez – ausgeschieden als Zehnte des zweiten Vorlaufs

22. September 2000, 18:25 Uhr
| Platz | Name                 | Nation         | Zeit (min) |
| ----- | -------------------- | -------------- | ---------- |
| 1     | Rose Cheruiyot       | Kenia          | 15:13,18   |
| 2     | Ayelech Worku        | Äthiopien      | 15:13,26   |
| 3     | Olga Jegorowa        | Russland       | 15:14,34   |
| 4     | Irina Mikitenko      | Deutschland    | 15:14,76   |
| 5     | Susanne Pumper       | Österreich     | 15:16,66   |
| 6     | Roberta Brunet       | Italien        | 15:27,32   |
| 7     | Amy Rudolph          | USA            | 15:28,91   |
| 8     | Sonja Stolić         | BR Jugoslawien | 15:38,96   |
| 9     | Megumi Tanaka        | Japan          | 15:39,83   |
| 10    | Marta Domínguez      | Spanien        | 15:45,07   |
| 11    | Chrysostomia Iakovou | Griechenland   | 15:46:48   |
| 12    | Samukeliso Moyo      | Simbabwe       | 15:47,76   |
| 13    | Zhor El Kamch        | Marokko        | 16:02,50   |
| 14    | Anne Cross           | Australien     | 16:07,18   |
| 15    | Andrea Whitcombe     | Großbritannien | 16:15,82   |
| 16    | Man Yee Maggie Chan  | Hongkong       | 16:20,43   |

### Vorlauf 3

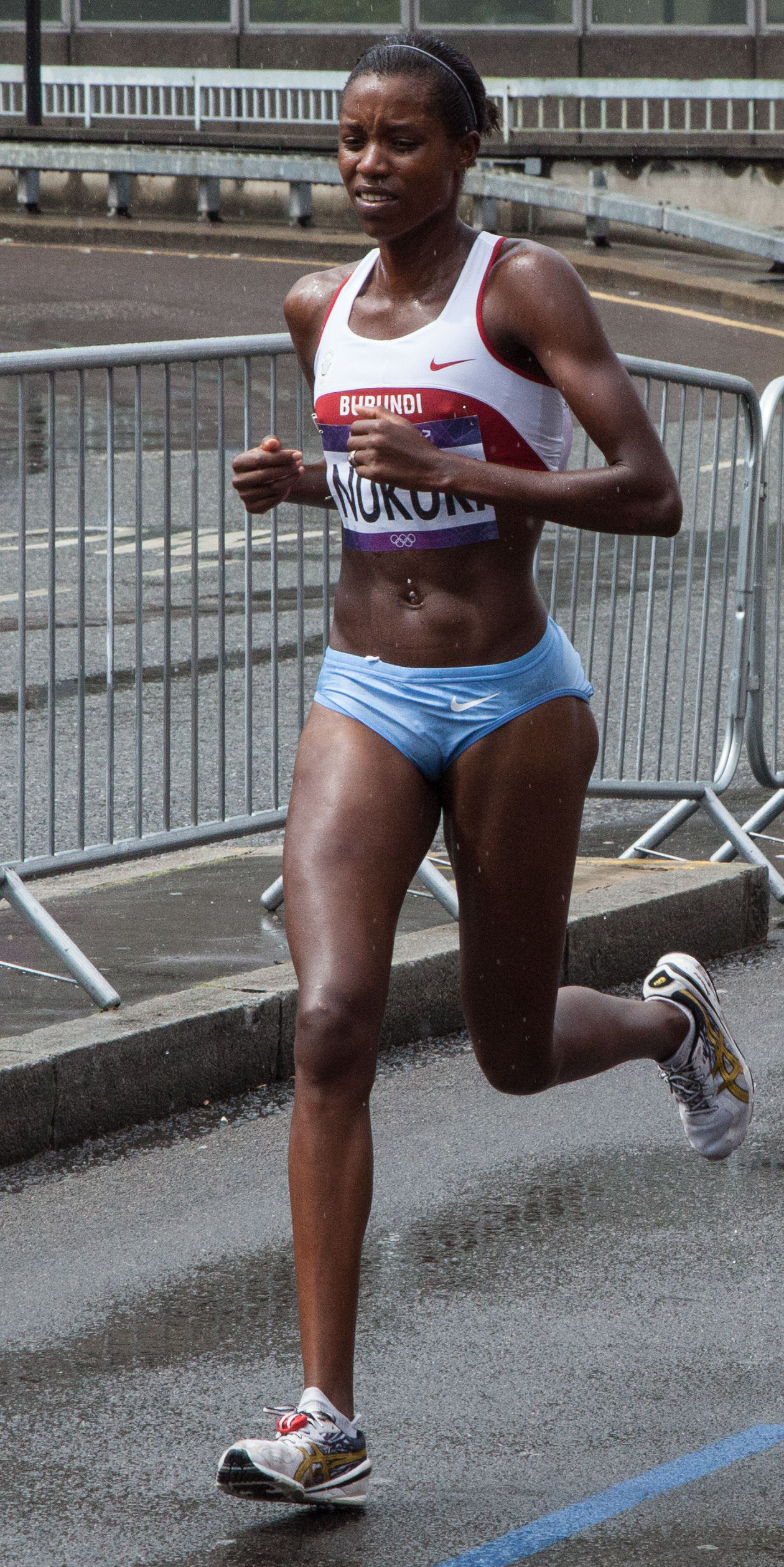
Diane Nukuri – ausgeschieden als Vierzehnte des dritten Vorlaufs

22. September 2000, 18:50 Uhr
| Platz | Name                      | Nation         | Zeit (min) | Anmerkung |
| ----- | ------------------------- | -------------- | ---------- | --------- |
| 1     | Gabriela Szabo            | Rumänien       | 15:08,36   |           |
| 2     | Werknesh Kidane           | Äthiopien      | 15:08,62   |           |
| 3     | Tatjana Tomaschowa        | Russland       | 15:08,92   |           |
| 4     | Jeļena Čelnova-Prokopčuka | Lettland       | 15:09,45   |           |
| 5     | Vivian Cheruiyot          | Kenia          | 15:11,11   |           |
| 6     | Olivera Jevtić            | BR Jugoslawien | 15:11,25   | NR        |
| 7     | Yoshiko Ichikawa          | Japan          | 15:23,41   |           |
| 8     | Beatriz Santiago          | Spanien        | 15:31,94   |           |
| 9     | Kate Anderson             | Australien     | 15:45,34   |           |
| 10    | Inga Juodeškienė          | Litauen        | 15:46,37   |           |
| 11    | Anne Marie Lauck          | USA            | 15:47,78   |           |
| 12    | Ebru Kavaklıoğlu          | Türkei         | 15:49,15   |           |
| 13    | Breda Dennehy-Willis      | Irland         | 15:49,58   |           |
| 14    | Diane Nukuri              | Burundi        | 16:38,30   |           |
| 15    | Catherine Chikwakwa       | Malawi         | 16:39,82   |           |
| 16    | Priscilla Mamba           | Swasiland      | 17:30,04   | NR        |
| 17    | Baatarchüügiin Battsetseg | Mongolei       | 18:22,98   |           |

## Finale

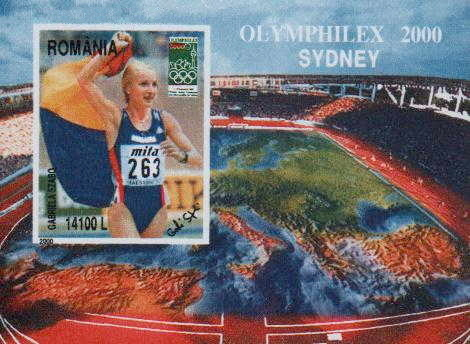
Olympiasiegerin mit Olympiarekord: Gabriela Szabo,
hier auf einer rumänischen Briefmarke

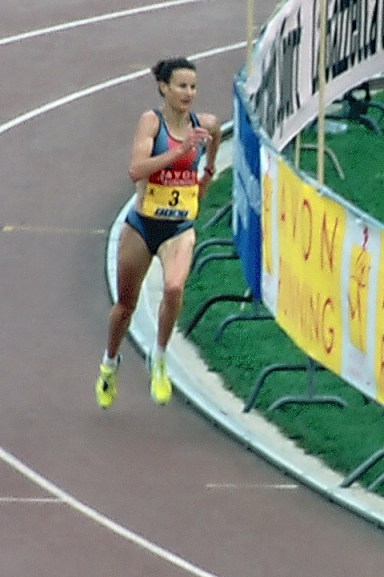
Sonia O’Sullivan gewann Silber
mit neuem Landesrekord

| Zwischenzeiten      | Zwischenzeiten | Zwischenzeiten  | Zwischenzeiten |
| Zwischenzeit- Marke | Zwischenzeit   | Führende        | 1000-m-Zeit    |
| ------------------- | -------------- | --------------- | -------------- |
| 1000 m              | 03:03,84 min   | Gabriela Szabo  | 3:03,84 min    |
| 2000 m              | 05:57,33 min   | Gete Wami       | 2:55,49 min    |
| 3000 m              | 08:58,33 min   | Gete Wami       | 3:01,00 min    |
| 4000 m              | 11:53,60 min   | Werknesh Kidane | 2:55,27 min    |
| 5000 m              | 14:40,79 min   | Gabriela Szabo  | 2:47,19 min    |

### Resultat
25. September 2000, 20:55 Uhr
| Platz | Name                      | Nation         | Zeit (min) | Anmerkung |
| ----- | ------------------------- | -------------- | ---------- | --------- |
| 1     | Gabriela Szabo            | Rumänien       | 14:40,79   | OR        |
| 2     | Sonia O'Sullivan          | Irland         | 14:41,02   | NR        |
| 3     | Gete Wami                 | Äthiopien      | 14:42,23   |           |
| 4     | Ayelech Worku             | Äthiopien      | 14:42,67   |           |
| 5     | Irina Mikitenko           | Deutschland    | 14:43,59   |           |
| 6     | Lydia Cheromei            | Kenia          | 14:47,35   |           |
| 7     | Werknesh Kidane           | Äthiopien      | 14:47,40   |           |
| 8     | Olga Jegorowa             | Russland       | 14:50,31   |           |
| 9     | Jeļena Čelnova-Prokopčuka | Lettland       | 14:55,46   |           |
| 10    | Daniela Jordanowa         | Bulgarien      | 14:56,95   | NR        |
| 11    | Rose Cheruiyot            | Kenia          | 14:58,07   |           |
| 12    | Joanne Pavey              | Großbritannien | 14:58,27   |           |
| 13    | Tatjana Tomaschowa        | Russland       | 15:01,28   |           |
| 14    | Vivian Cheruiyot          | Kenia          | 15:33,66   |           |
| DNF   | Olivera Jevtić            | BR Jugoslawien |            |           |

### Rennverlauf
Für das Finale hatten sich drei Äthiopierinnen, drei Kenianerinnen, zwei Russinnen sowie je eine Teilnehmerin aus Bulgarien, Deutschland, Irland, Jugoslawien, Lettland, Rumänien und Großbritannien qualifiziert.
Als Favoritin galt die Rumänin Gabriela Szabo, die als amtierende Weltmeisterin antrat. Ihre schärfsten Konkurrentinnen waren die äthiopische Vizeweltmeisterin Ayelech Worku und deren Landsfrau Gete Wami. Zum erweiterten Favoritenkreis gehörten die irische Europameisterin von 1998 Sonia O’Sullivan und auch die deutsche WM-Vierte Irina Mikitenko.
Nachdem das Tempo des Finalrennens mit wechselnden Führungen auf den ersten tausend Metern nicht hoch war, übernahmen die drei Äthiopierinnen Wami, Worku und Werknesh Kidane die Initiative und es wurde erheblich schneller, das Feld fiel nach und nach auseinander. Auf dem dritten 1000-Meter-Abschnitt ließ das Tempo vorübergehend noch einmal nach, doch anschließend forcierten die Äthiopierinnen wieder. Nach 4000 Metern übernahm Kidane die Führung einer jetzt noch aus sieben Läuferinnen bestehenden Spitzengruppe. Szabo, O’Sullivan, Mikitenko und die Kenianerin Lydia Cheromei waren neben den drei Äthiopierinnen im Rennen um die Medaillen noch dabei. In der vorletzten Runde übernahm Szabo die Führung und verschärfte das Tempo noch einmal. Als es in die Schlussrunde ging, lagen Mikitenko und O’Sullivan direkt hinter ihr. Auch die weiteren vier Läuferinnen aus der Spitzengruppe hielten zunächst Anschluss. Vor der Zielkurve zog Szabo ihren Spurt an und sprengte damit die Gruppe. Einzig O’Sullivan konnte ihr noch folgen. Zur drittplatzierten Wami gab es nun eine größer werdende Lücke. Mit etwas Abstand lagen Worku und Mikitenko dahinter. Die Irin versuchte alles, um noch an Szabo vorbeizukommen, doch dies gelang ihr nicht.
Mit 23 Hundertstelsekunden Vorsprung und neuer Olympiarekordzeit wurde Gabriela Szabo Olympiasiegerin vor Sonia O’Sullivan. Die Bronzemedaille ging an Gete Wami. Ayelech Worku belegte Rang vier vor Irina Mikitenko, Lydia Cheromei und Werknesh Kidane. Insgesamt blieben zwölf der vierzehn ins Ziel gekommenen Finalistinnen unter der bis dahin gültigen olympischen Rekordmarke.

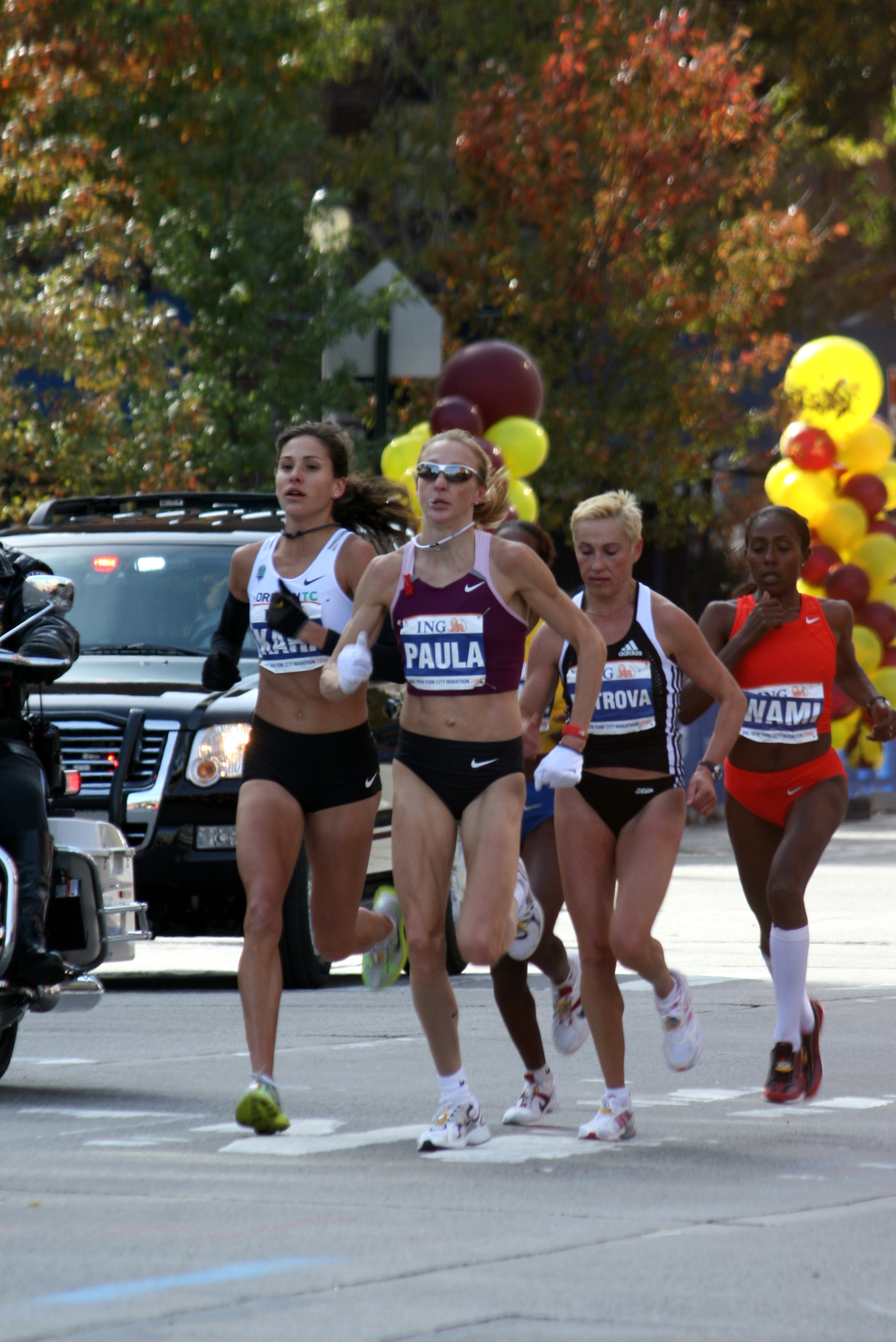
Für Gete Wami (ganz rechts in Rot) gab es Bronze
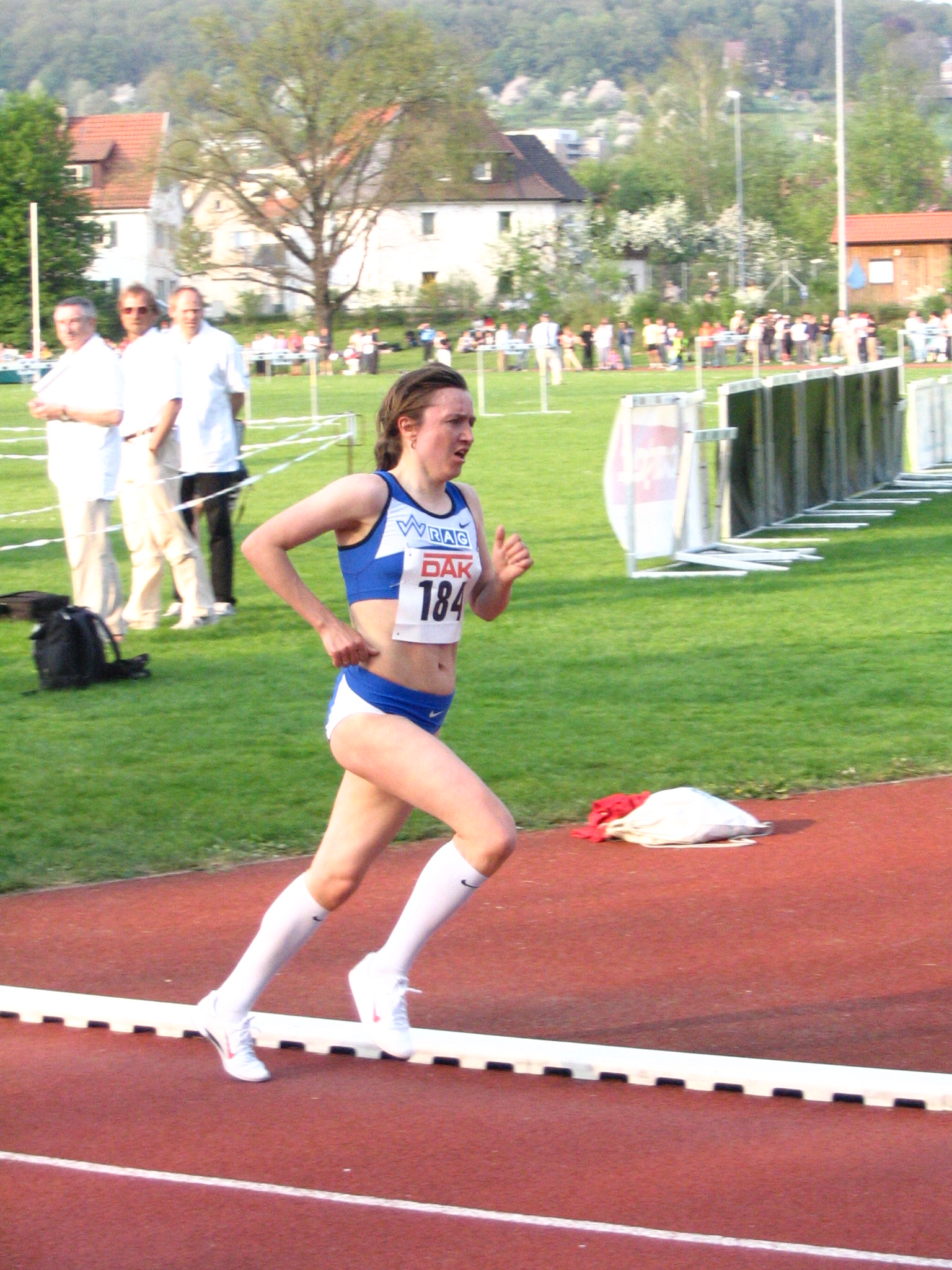
Irina Mikitenko kam auf den fünften Platz
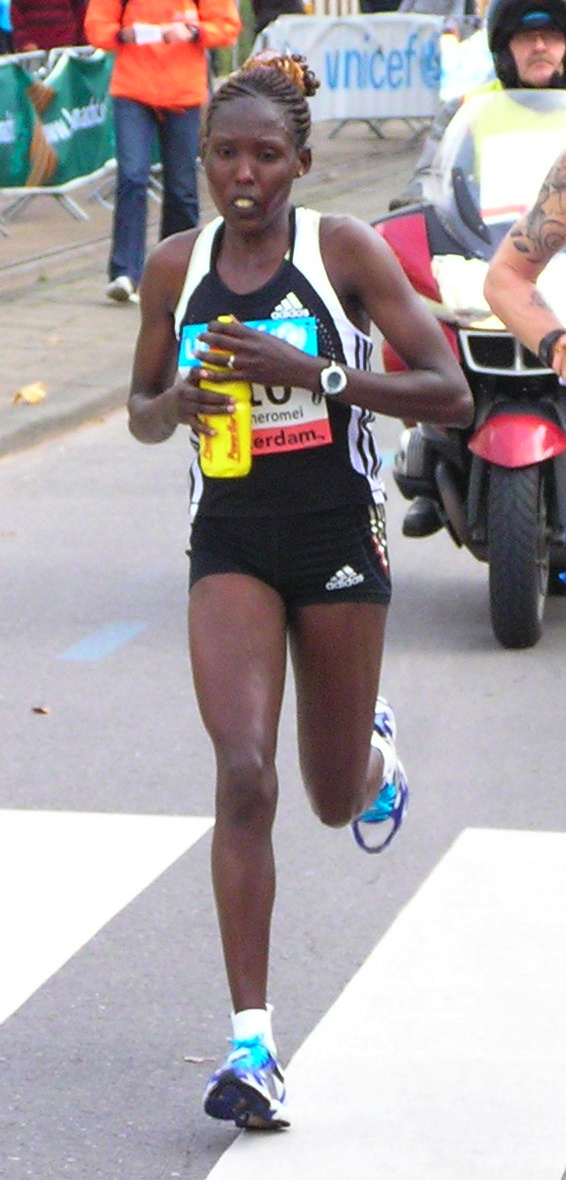
Lydia Cheromei belegte Rang sechs
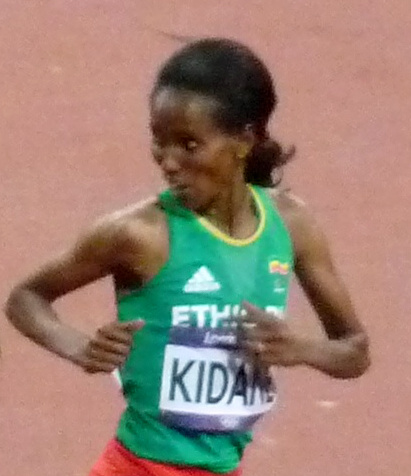
Die siebtplatzierte Werknesh Kidane
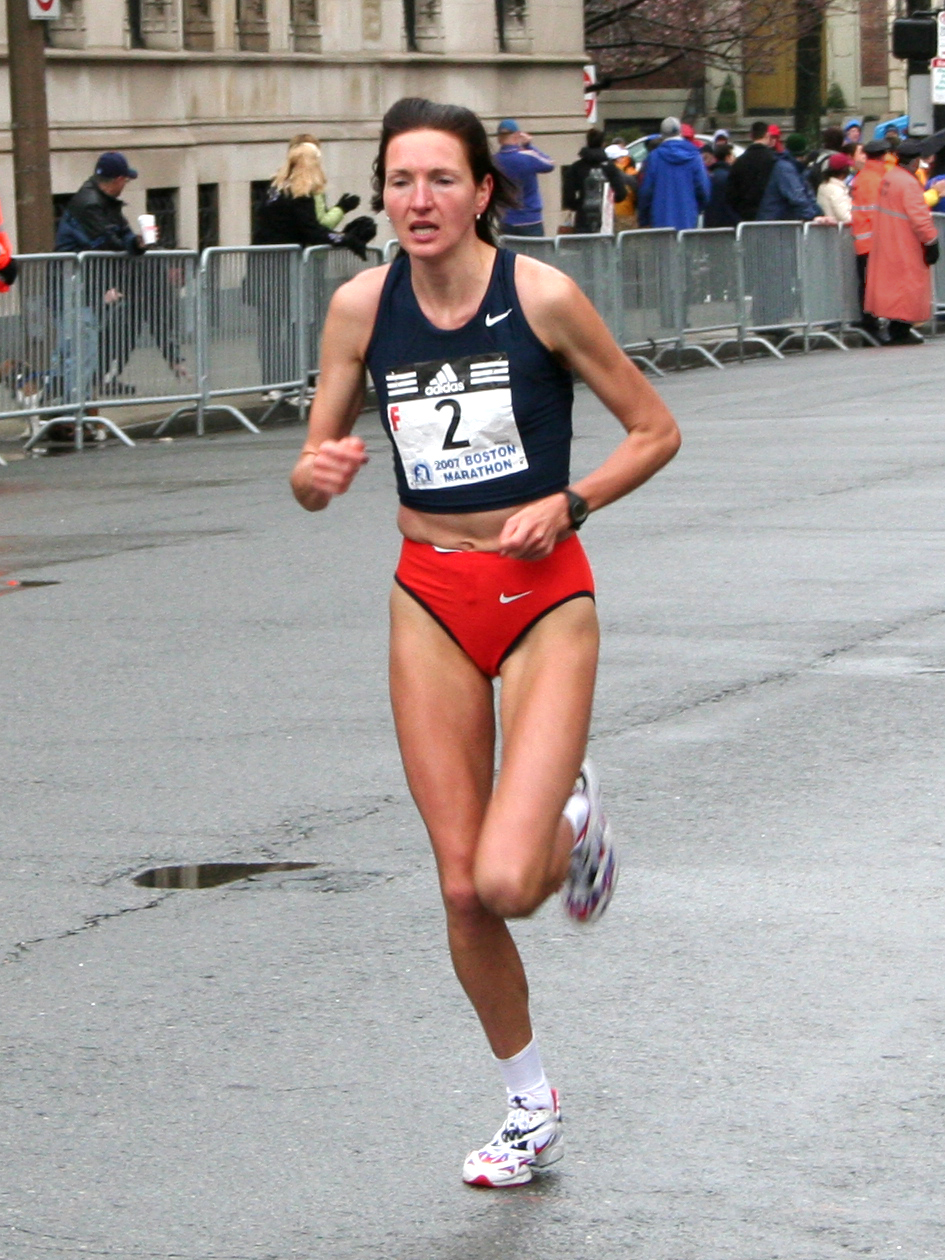
Die Olympianeunte Jeļena Čelnova-Prokopčuka
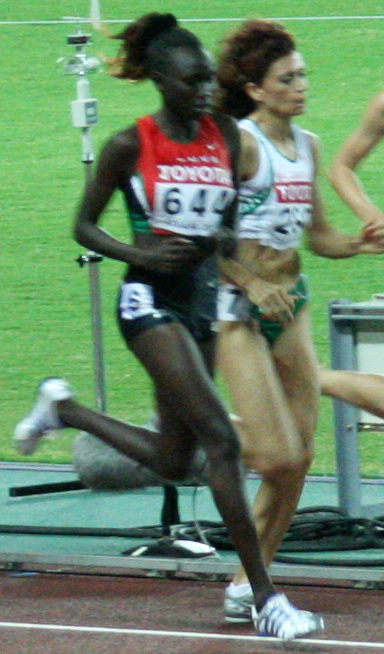
Zweimal Landesrekord und Rang zehn für Daniela Jordanowa
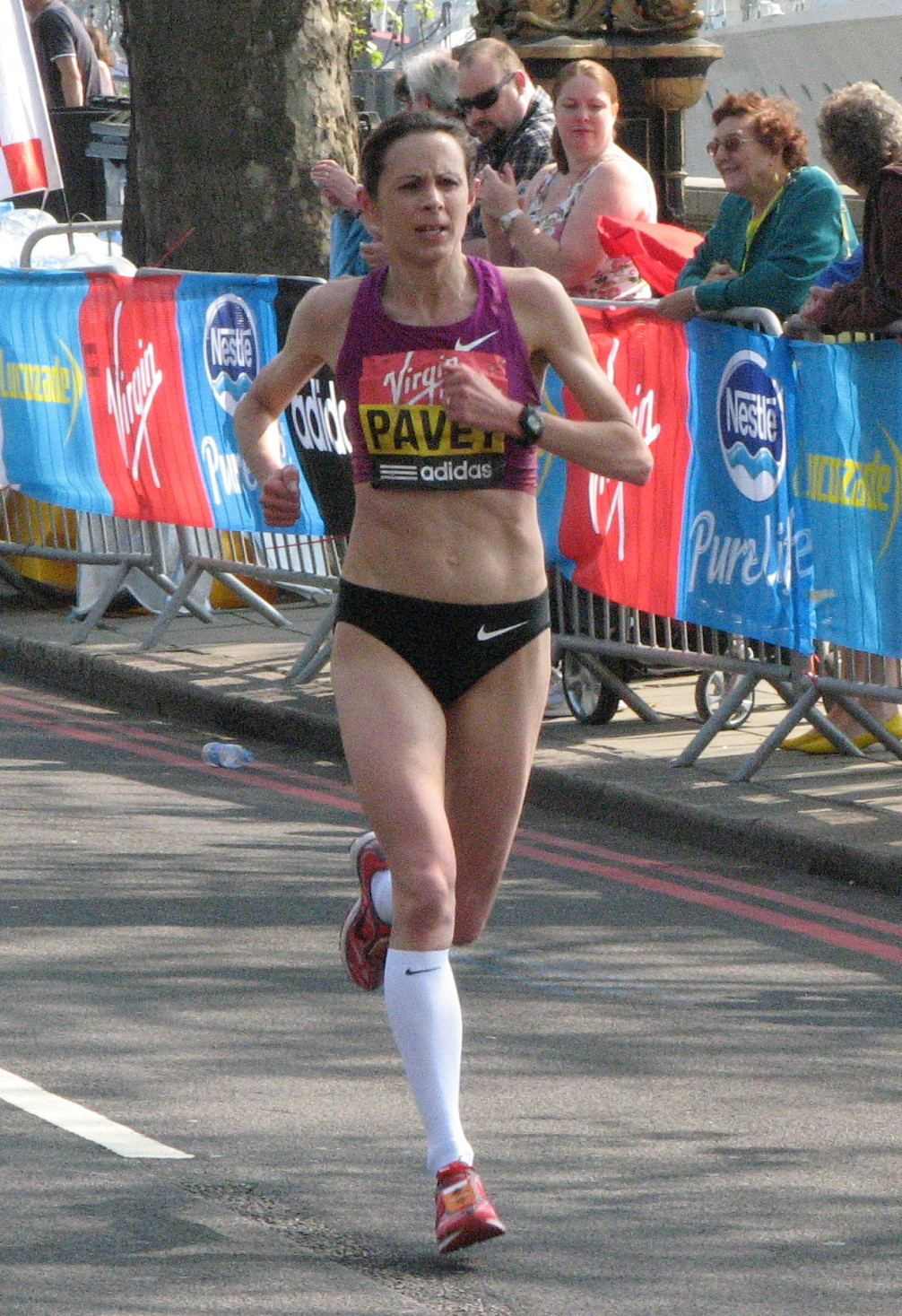
Joanne Pavey wurde im Finale Zwölfte
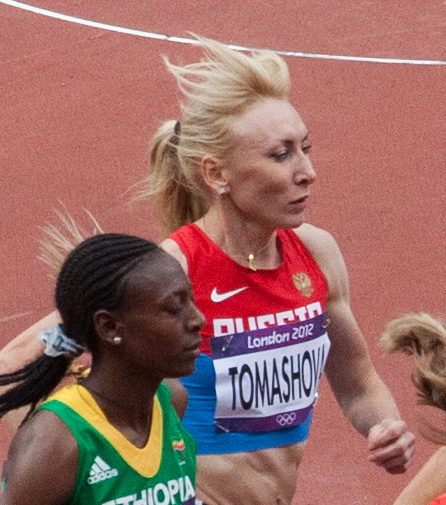
Rang dreizehn für Tatjana Tomaschowa (rechts)
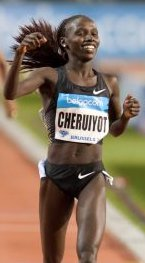
Vivian Cheruiyot belegte Platz vierzehn
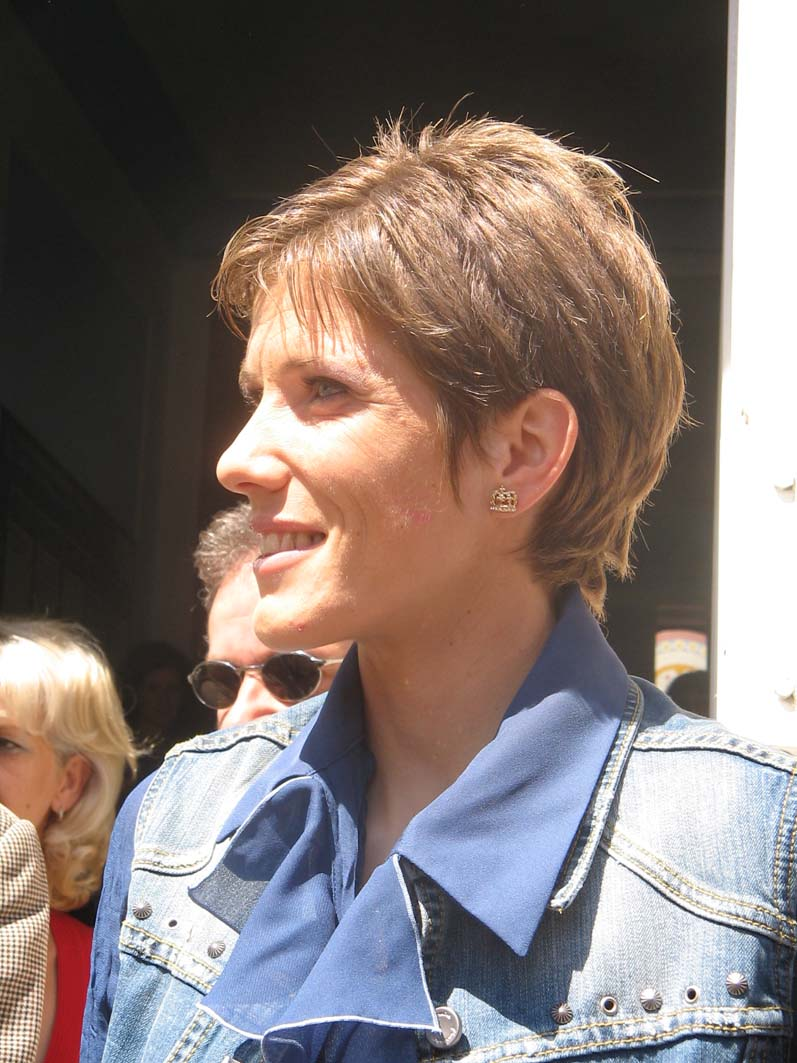
Olivera Jevtić gab das Finalrennen auf

## Videolinks
- womens 5000m final sydney olympics, youtube.com, abgerufen am 9. April 2018